# Erprobungsstelle Rechlin
La Erprobungsstelle Rechlin (in lingua tedesca Dipartimento prove o Reparto collaudi Rechlin), situata sulla riva sud-est del lago Müritz presso Rechlin, fu il principale dipartimento tedesco per la sperimentazione in campo aeronautico nel periodo compreso tra il 1926 ed il 1945.

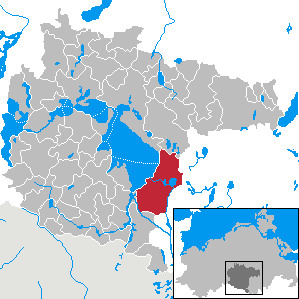
Cartografia di Rechlin nell'area Meclemburgo-Pomerania Anteriore, Circondario di Müritz

## Storia
La storia del dipartimento delle prove di Rechlin ebbe inizio nel 1916, con le prime pianificazioni dell'esercito tedesco per un istituto di prove e addestramento aeronautico. Solo con la presa del potere da parte dei nazionalsocialisti il sito di Rechlin (compreso l'aeroporto di Rechlin-Lärz) diventò un dipartimento di prove dell'aeronautica militare: era il più grande dell'aeronautica militare nel Terzo Reich. I risultati delle prove e degli esperimenti realizzati dagli ingegneri di Rechlin nel periodo tra il 1926 e il 1945 avevano una grande influenza sulla tecnica dell'aeronautica e ne orientavano il progresso.

### Gli inizi
Nel novembre del 1916 il ministero della guerra della Prussia rese noto che era stata pianificata "la costruzione di grandi impianti per l'aeronautica sulla riva sud del lago Müritz". Le espropriazioni in loco riguardarono tutti gli edifici, tranne quelli ecclesiastici quali la chiesa, la parrocchia e la sagrestia. Fu soltanto alla fine del mese di agosto del 1918 (per l'esattezza il 29 agosto) che l'"Istituto di prove e addestramento aeronautico" venne aperto ufficialmente; la struttura organizzativa all'epoca comprendeva il "Flugzeugabteilung Rechlin" ("Sezione Aerei Rechlin"), la "Motorenabteilung Roggentin" ("Sezione Motori Roggentin") e la "Flieger-Funker-Versuchsabteilung Lärz" ("Sezione Prove Piloti e Radio operatori Lärz").
Due mesi dopo, nell'ottobre del 1918, si hanno notizie di voli di prova, riguardanti il prototipo 11 del Fokker D.VII: si trattava di voli comparativi con e senza montanti profilati ad "N" tra i due piani alari dell'aereo.
Dopo la fine della prima guerra mondiale gli impianti furono smontanti: il Trattato di Versailles agli articoli 198 e 202 aveva proibito alla Germania (ed alla Repubblica di Weimar) ogni sviluppo e costruzione di aerei. Fu anche per aggirare questi articoli del Trattato, che la Repubblica di Weimar concluse il Trattato di Rapallo con l'Unione Sovietica il 16 aprile del 1922.
Tra le altre cose, questo trattato permetteva l'addestramento di piloti tedeschi e le prove segrete di aerei a Lipeck nell'Unione Sovietica. Questa soluzione, però, non era considerata soddisfacente dai vertici del Reichswehr: essi volevano creare un dipartimento di prove centrale in territorio germanico. Dopo che la Germania, nel 1925, aveva aderito alla Società delle Nazioni, a partire dal mese di giugno le regole del Trattato di Versailles furono allentate; nel tardo autunno di quello stesso anno ebbe inizio la nuova costruzione del dipartimento per le prove, tuttavia ancora sotto la copertura di una associazione denominata "Luftfahrverein Waren e.V.".
Il primo hangar, insieme a una casa di lavoro e d'abitazione (la cosiddetta "Schweizer Haus", "casa svizzera") furono completati nel 1926. Seguirono, prima della fine del 1934, la casa d'abitazione e casa comune "Cafe Achteck", due hangar della Junkers Motorenbau und Junkers Flugzeugwerk e un banco di prova per motori.

### Gli anni del Terzo Reich
Dopo la presa di potere da parte del Partito Nazionalsocialista Tedesco dei Lavoratori, nel 1933, le risorse finanziarie destinate alla struttura di Reichlin furono considerevoli così come furono numerosi i tecnici e gli ingegneri che vi confluirono, determinando, tra l'altro, un notevole sviluppo urbanistico sia nel centro abitato di Rechlin (la cosiddetta "Meistersiedlung", il quartiere delle maestranze specializzate, oggi corrispondente alla zona di Rechlin-Nord) che nel quartiere di Vietzen (oggi inglobato nel capoluogo), sviluppo imperniato sulla costruzione di abitazioni mono o bifamiliari.

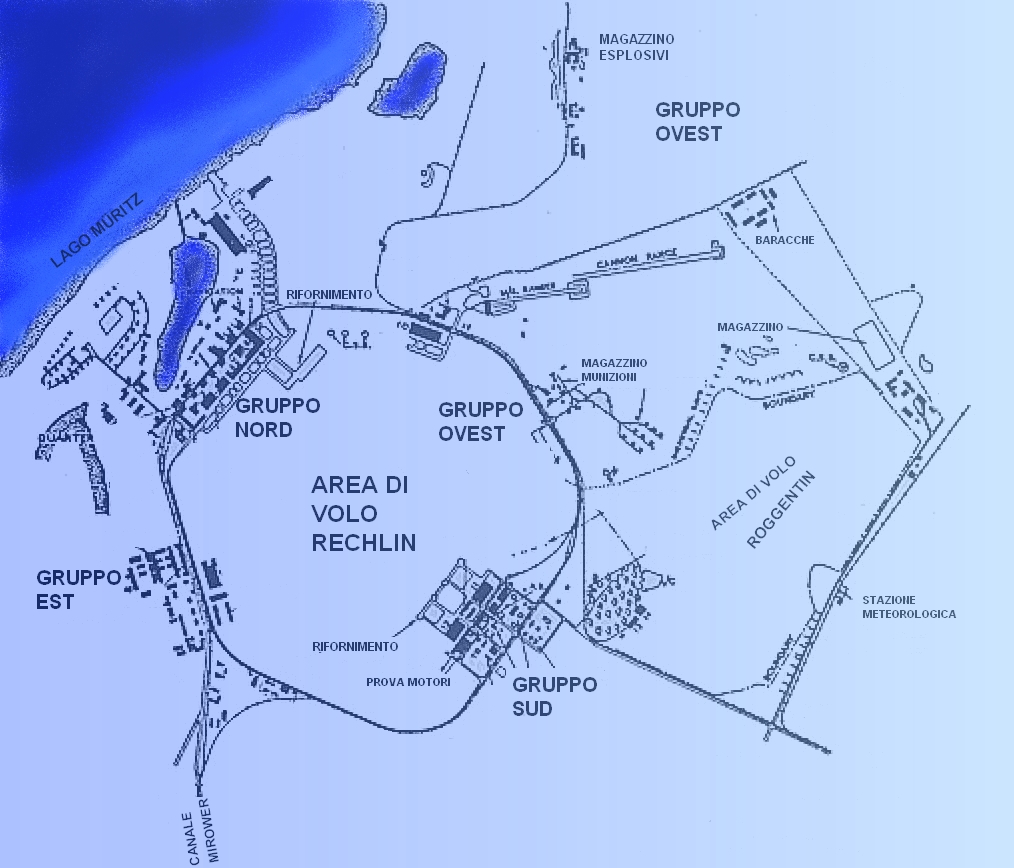
Elaborazione schematica dell'area di ricerca nel 1944.

Intorno all'area erbosa rotonda erano costruiti quattro grandi gruppi di edifici: il gruppo nord (amministrazione, laboratori), il gruppo sud (officine di prova dei motori), il gruppo est (armi e munizioni) e il gruppo ovest (compagnia tecnica, caserme). A causa dell'attività edilizia (fino al 1945 si costruirono edifici per una superficie totale di 190 ettari) si costruivano baracche vicine a Vietzen e Retzow per il Reichsarbeitsdienst. Nel corso degli anni nelle baracche di Retzow si registrò anche la presenza di operai italiani. Sul finire della seconda guerra mondiale, nell'accampamento di Retzow (che parzialmente era stato trasformato in un campo di concentramento) vennero trasferite donne provenienti dal campo di concentramento di Ravensbrück destinate ai lavori edilizi nell'attiguo Aeroporto di Rechlin-Lärz. 
Il 26 febbraio 1935, su disposizione del ministro della guerra Werner von Blomberg, fu ufficializzata l'esistenza della Luftwaffe e Rechlin divenne definitivamente la sede distaccata dell'Ufficio Tecnico del Reichsluftfahrtministerium di Berlino e Dipartimento di Prove della Luftwaffe. Le attività svolte dal Dipartimento facevano parte del processo ufficiale per il controllo della qualità, in particolare mediante l'accertamento e la certificazione del grado di utilizzabilità di aerei ed equipaggiamenti e delle loro prestazioni e caratteristiche tecniche, come (ad esempio) il raggiungimento della velocità, la gittata, l'autonomia, la quota di volo, la robustezza, la stabilità o la manovrabilità.
Vi si svolgevano inoltre ricerche relativamente all'ergonomia, ai processi di manutenzione e riparazione. Infine presso il Dipartimento di Rechlin si svolgevano le prove dei nuovi tipi di aerei; fu proprio a Rechlin che, nel 1939, furono svolte le prove del primo aereo a reazione del mondo (l'Heinkel He 178) e, nel 1940, quelle del primo aviogetto destinato al ruolo di aereo da caccia (l'Heinkel He 280).
Queste ricerche spesso determinavano nuovi sviluppi che, alla fine, erano introdotti nel processo produttivo e miglioravano considerevolmente gli apparecchi. Tra gli apparati sperimentati sono annoverati vari tipi di paracadute, interruttori sistemati sui comandi di volo ed azionati con le dita, sistemi di pilotaggio automatico, sistemi di salvataggio in caso di ammaraggio forzato, un metodo per agevolare le partenze "a freddo" e metodi di aumento temporaneo delle prestazioni dei propulsori. Altri campi di sperimentazione riguardarono le trasmissioni via radio.
Il 20 giugno 1939 dalla pista di Rechlin si levò in volo il primo aereo con propulsione a razzo (lo Heinkel He 176). Durante le prove con il prototipo He 280 V1 (riportante il contrassegno "DL+AS"), un aviogetto bimotore, il 13 gennaio 1943 ha avuto luogo la prima sperimentazione di un seggiolino eiettabile della storia dell'aeronautica.

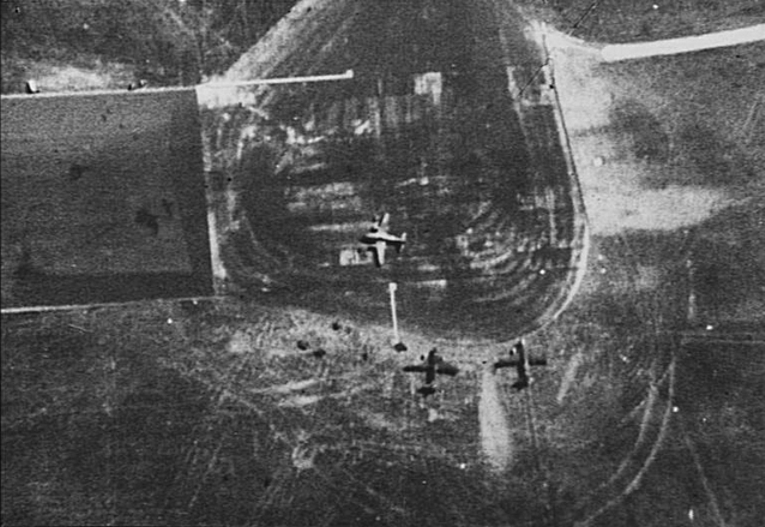
Fotografia aerea dell'aeroporto di Rechlin-Lärz presa da un ricognitore alleato nell'ottobre del 1944; nell'area si notano tre velivoli Messerschmitt Me 262.

Accanto alle prove puramente tecniche dei velivoli e del loro equipaggiamento, a Rechlin si svolgevano anche prove di usabilità militare per i nuovi modelli, specialmente dopo l'inizio della guerra. A questo scopo serviva la "Sezione prove Lärz" , che normalmente riceveva i cosiddetti modelli pre-seriali (definiti anche di "Serie 0") per le prove di uso pratico. Tra queste sessioni di prova si annoverano, a partire dall'estate del 1944, quelle relative ai nuovi aerei a reazione Messerschmitt Me 262, Arado Ar 234 e Heinkel He 162 che ottennero la priorità assoluta.
Il dipartimento di prove non si occupava esclusivamente dei modelli tedeschi ma anche dei velivoli di produzione straniera che entravano a far parte delle disponibilità della Luftwaffe come bottino di guerra e che, trasportati a Rechlin, venivano testati accuratamente.
La base di Rechlin venne risparmiata dai bombardamenti fino al 1944. Nel maggio del 1944 si registrò un primo attacco aereo; in questo caso l'aeroporto rappresentava solo un bersaglio secondario, su cui gli attaccanti furono costretti a ripiegare per l'impossibilità di colpire il loro obiettivo principale. Il primo grande attacco aereo pianificato ebbe luogo solo nell'agosto del 1944: fu effettuato dalla Eighth Air Force statunitense. I danni provocati limitarono lo svolgimento della regolare attività di prova. Nell'aprile del 1945 un ultimo attacco aereo bloccò definitivamente le operazioni sulla base di Rechlin.
L'aeroporto di Lärz costituiva anche la base operativa dello Jagdgeschwader 7 (JG 7), che con i propri Messerschmitt Me 262 effettuava missioni che avevano come obiettivo gli aerei da bombardamento, e dei Focke-Wulf Fw 190 appartenenti allo Jagdgeschwader 4 (JG 4) che, invece, compivano attacchi a bassa quota contro l'Armata Rossa, in avvicinamento da Est. Verso la fine di aprile gli ultimi impianti furono fatti saltare in aria ed il 2 maggio 1945 ciò che restava del dipartimento di Rechlin passò sotto il controllo dell'esercito sovietico.
Molti degli specialisti operanti in questa sezione furono reclutati dagli alleati dopo la fine della guerra, nell'ambito di progetti quali l'operazione Paperclip.

### Dopo la guerra
Dopo la guerra la base di Rechlin fu utilizzata dall'Armata Rossa: poiché l'aeroporto Rechlin-Lärz aveva piste di calcestruzzo, vi venne dislocata una squadra di cacciabombardieri a cui, in un secondo tempo, si aggiunse un reparto equipaggiato con elicotteri. Gli ufficiali e le loro famiglie abitavano nel quartiere Vietzen ed i soldati di truppa nelle caserme del gruppo ovest dell'ex dipartimento di prove. Nel 1948 l'Armata Rossa consentì l'utilizzo di 75 appartamenti per la popolazione tedesca: vi trovarono alloggio prevalentemente rifugiati provenienti dai territori orientali dell'ex impero tedesco.
Sull'area nord del complesso di Rechlin fu costruito, a partire dal giugno 1948, un cantiere navale. Sull'area c'erano solo ancora pochi edifici, danneggiati dagli attacchi aerei o fatti esplodere, senza finestre, porte e pavimenti. Le prime realizzazioni del cantiere navale furono prevalentemente natanti da diporto e per uso sportivo o lance di salvataggio di legno e di metallo leggero, ma fino al 1955 gli operai si dedicarono anche alla riparazione delle abitazioni del luogo ed alla realizzazione di attrezzi per l'agricoltura.
Dal 1951 nell'area dell'ex "gruppo nord", operò una scuola di sport acquatico della Libera Gioventù Tedesca affiancata, dall'anno seguente, dalla scuola di "sport acquatico marittimo" della Gesellschaft für Sport und Technik ("Società per sport e tecnica"). Nel 1956 fu costituita, sempre nell'area dell'ex gruppo nord, una sezione di "tecnica delle telecomunicazioni" delle forze armate della Germania Est. Dopo il crollo del comunismo nella Germania Est, nel 1990, la Bundeswehr ha preso in consegna una parte dell'area, destinata all'utilizzo come deposito di attrezzi.
La chiesa a Rechlin-Nord nel tempo fu destinata a diversi ruoli: deposito di munizioni dell'Armata Rossa, silo granario della LPG (cooperativa di produzione agricola), officina di lavorazione di metallo leggero del cantiere navale ed infine palestra e deposito di attrezzi del Nationale Volksarmee. Nel 1996 lo Stato tedesco riunificato ha consegnato la chiesa dopo un restauro alla Chiesa evangelica in Germania.
Nel marzo del 1993 il 19º reggimento di cacciabombardieri dell'Armata Rossa ha lasciato dopo 48 anni l'aeroporto di Lärz e nell'autunno successivo anche la zona residenziale e le caserme di Rechlin. Nel 1994 l'aeroporto di Rechlin-Lärz è stato riaperto al traffico civile.

### Annotazioni
1. ↑  La traduzione letterale risulta "Compagnia di trasporto aereo Waren", dalla omonima località anch'essa sulle sponde della Müritz
2. ↑  In lingua tedesca: Daumenschalter
3. ↑  In questo caso la sigla "V1" indica "Versuch 1", cioè "Prototipo 1""
4. ↑  "Erprobungskommando Lärz"

### Fonti
1. ↑   Amt Röbel-Müritz Sito Istituzionale, su amt-roebel-mueritz.de.
2. 1 2  Erprobungsstelle der deutschen Luftwaffe, in "www.luftfahrttechnisches-museum-rechlin.de".